# Kacper Szczepaniak
Kacper Szczepaniak (* 21. November 1990) ist ein ehemaliger polnischer Cyclocrossfahrer.
Kacper Szczepaniak wurde 2007 in Kozienice polnischer Vizemeister im Cyclocross der Juniorenklasse. Im nächsten Jahr gewann er bei der polnischen Meisterschaft in Złoty Potok das Rennen der Junioren. 2009 wurde er in Górzyca polnischer Meister in der U23-Klasse. Bei den Cyclocross-Weltmeisterschaften in diesem Jahr in Hoogerheide belegte Szczepaniak den 40. Platz im Rennen der U23-Klasse.
Nach seinem zweiten Platz bei der WM 2010 wurde Kacper Szczepaniak ebenso wie sein Bruder Paweł  positiv auf EPO getestet und von der Union Cycliste Internationale vorläufig gesperrt.  Die UCI gab am 21. Mai 2010 bekannt, dass Szczepaniak und sein Bruder vom polnischen Verband für vier beziehungsweise acht Jahre gesperrt wurden.

## Erfolge
2007/2008
- Polnischer Meister (Junioren)

2008/2009
- Polnischer Meister (U23)

2009/2010
- Polnischer Meister (U23)
- UCI-Weltcup, Hoogerheide (U23)